# Total hip replacement (band)
Total Hip Replacement er et reggaeband fra Aarhus. Bandet blev dannet i starten af 2012 af brødrene Victor West (vokal, trækbasun) og Carl West (guitar, kor), samt Alexander Dutschke (Trommer). Bandet startede med at spille funk-rock, men begyndte med tiden at blive mere reggaeinspireret. Bandet er kendt for deres internationale rejser og samarbejder, samt deres energiske liveshows. Bandet har desuden varmet op for The Black Seeds, Cat Empire, Lucky Chops, Dubioza Kolektiv, Fastpoholmen og Zapp Zapp.

## Historie
Bandet blev dannet tilbage i 2012 af brødrene Victor og Carl West. De fik også Victors folkeskolekammerater Martha og Alexander med i bandet, og Philip fuldendte bandet, som begyndte at spille i sommeren 2012. Til at starte med var bandet mere funk-rock inspireret fra bands som Red Hot Chili Peppers og Audioslave med sange som "Inside Out" og "Jammin". Da Marta forlod bandet i 2013, begyndte Victor West Hosbond at synge, og Kristoffer Geer kom med på keyboard, synth og vokal. Samtidig skiftede bandet mere og mere stil og begyndte at spille reggae. De rejste også til Ghana for første gang. Her spillede det i det landsdækkende TV-program MusicMusic. Det var også på denne rejse, at bandet startede deres internationale samarbejde med African Footprint. Det skulle vise sig at blive starten på bandets internationale udsyn, som de siden har ladet sig inspirere af. I 2014 var bandet i USA.

### Keep The Fire Alive og Folkemødet (2015)
I 2015 udgav bandet deres første EP kaldet Keep The Fire Alive. Ep'en indeholdt fire numre, og den blev indspillet i Dennis Ahlgrens studie i Åbyhøj, som også har produceret Tina Dicow og BliGlad. Pladen indeholder bandets faste ekstranummer 'Fear Of The Unknown' og publikumsfavoritten 'Master Master'. 2015 blev også året, hvor Total Hip Replacement for første gang spillede på folkemødet på Bornholm.

### A New Generation (2016)
2016 bød på endnu en udlandsrejse til Ghana, hvor bandet også var i Tanzania. Da bandet kom hjem, indspillede de deres anden EP A New Generation. De fem numre blev igen indspillet i Åbyhøj, hvor bandet også begyndte at eksperimentere med effekter fra blandt andet dub, inspireret af Fat Freddys Drop. Efter udgivelsen af den nye EP, rejste bandet i sommeren til Finland, inden de tog på folkemødet for andet år i streg. I 2017 var bandet husorkester på SPOT-festival, hvor de spillede otte koncerter på to dage, inden de endnu engang var på folkemødet på Bornholm. I august vandt bandet Tak Rock prisen på Skanderborg festival og dermed muligheden for at spille på P3-scenen. I efteråret rejste bandet til Kenya, inden de på samme tur også tog Tanzania for andet år i streg.

### Wonder Why og samarbejde i indland og udland (2018)
Wonder Why er bandets debutalbum, og det blev ligesom de to forrige EP'er indspillet i Dennis Ahlgrens studie i Åbyhøj. Teksterne på albummet handler både om den negative side af det kapitalistiske samfund, men også om håbet om en bedre fremtid. Albummets første single 'Come Along' er til dato bandets mest streamede nummer. Pladens anden single 'Run Faster' medførte også en musikvideo, hvori forsangeren Victor ses løbe efter en bil, som han kæmper for at følge med, præcis som borgerne gør i det senmoderne samfund. Bandet turnerede med pladen I Ghana, Finland, Island (2 gange) og på Bornholm ved folkemødet.
I 2019 samarbejde Total Hip Replacement med sangerinden Ida Corr om at sætte fokus på mental sundhed. Det resulterede i to singler. Derudover var bandet på Island, Grønland, Færøerne, i Belgien og England. Desuden spillede bandet for femte år i træk på folkemødet på Bornholm. Bandet spillede også på SPOT-Festival.

### Bliss (2020)
I Starten af 2020 rejste bandet til Mali og Færøerne. Da COVID-19 ramte Danmark og lukkede landet ned, gav det bandet mulighed for at fordybe sig og lægge sidste hånd på deres andet album Bliss. Sangene er skrevet over halvandet år. De to brødre Carl og Victor West kommer med skitser til sangene, som de derefter videreudvikler sammen med resten af bandet. På det nye album har bandet været tvunget til at tænke anderledes grundet trommeslageren Alexander Dutschkes skulderskade. Derfor begyndte bandet for første gang at inkorporere elektroniske trommer i deres musik, hvilket blev starten på en leg med mange nye kreative elementer. Albummet blev derfor en blanding af reggae, dub, pop, New Orleans Blues, funk, afrobeat, soul, jazz og pop. Et fokus på albummet har været at blande den glade lyd med de samfundskritiske elementer, som det er tradition i den ældre reggae. Albummet blev udgivet 9. oktober, og der blev i den forbindelse afholdt releasekoncert på Voxhall.

## Medlemmer
- Victor West Hosbond - vokal og trækbasun (2012- i dag)
- Carl West Hosbond - guitar og kor (2012- i dag)
- Alexander Julius Arlien-Søborg Dutschke - trommer (2012- i dag)
- Viggo Bandholm Jensen - keyboard og synth (2018- i dag)
- Lasse Damsgaard Andersen - saxofon og kor (2018- i dag)
- Nadia Safwat - trompet og kor (2016- i dag)

### Live medlemmer og studiemusikere
- Aske Døssing Bendixen - percussion (2016 - i dag)
- Keld Hosbond - trækbasun og kor (2012 - i dag)
- Anja Kulyova - bas (2018 - i dag)
- Herudover utallige afløsere og gæster både live og i studiet

### Tidligere medlemmer
- Philip Akrofi - Bas og kor (2012 - 2018)
- Kristoffer Geer - keyboard, synth og kor (2013 - 2015)
- Malthe Jepsen - keyboard og synth (2015 - 2016)
- Andrea Maagard - keyboard, synth og kor (2016 - 2018)
- Marta Eliseo Trondhjem - vokal og trompet (2012 - 2013)

## Diskografi

### Album
| År   | Album      |
| ---- | ---------- |
| 2018 | Wonder Why |
| 2020 | Bliss      |
| 2022 | Anyankofo  |

### Ep'er
Keep the Fire Alive (2015)
A New Generation (2016)

### Singler
Hips (2016)
Come Along (2018)
Run Faster (2018)
1000 Colours (2019)
Når Alt Kommer til Alt (2019)
Kom Nu (2019)
Lose Control (2020)
Arena (2020)